# 나가노촌 (이시카와현)
나가노촌(長野村)은 이시카와현 노미군에 있던 촌이다.

## 역사
- 1889년 4월 1일 - 정촌제 시행에 의해 5촌의 구역을 가지고 나가노촌이 성립하였다.
- 1907년 8월 5일 - 유노촌, 나가노촌이 합병해 데라이노촌이 성립하였다.

## 교통

### 철도
훗날 호쿠리쿠 철도 노미선 스에노부우시지마역이 위치했지만, 당시엔 미개업이였다.

## 참고문헌
- 角川日本地名大辞典 17 石川県